# Borregos En La Niebla
Borregos En La Niebla es el noveno álbum de estudio de la banda de rock mexicano La Gusana Ciega, producido por Howard Redekopp
Este álbum es el primero de La Gusana Ciega como un trío conformado por Daniel Gutiérrez, Germán Arroyo y Luis Ernesto Martínez (Lu) luego de la salida de Jorge Vilchis de la banda. Tuvo la peculiaridad de ser lanzado en 2 fases: comenzando por un EP de 5 canciones el 12 de mayo de 2017 y lanzado por completo el 19 de octubre de 2018, agregando 6 canciones más al álbum y dando un total de 11.

## Concepto y Producción
A diferencia de su trabajo anterior, Monarca (álbum), Borregos En La Niebla es un álbum con un sonido más ochentero y al mismo tiempo más oscuro y reflexivo, esto debido al ambiente político tenso en México por el triunfo de Donald Trump como presidente de los Estados Unidos en 2016 y al destino que en ese momento era incierto para México con las futuras Elecciones federales de México de 2018. Las canciones abordan temas como la desinformación, la venganza, manipulación de las masas, violencia de género y en otras instancias el amor y desamor tan carácterísitco de la banda.
El nombre del álbum lo creó Lu durante alguno de sus viajes donde el paisaje era muy similar, donde se apreciaban campos llenos de niebla por donde transitaban borregos. La banda siempre quiso titular un álbum como "Borregos En La Niebla" desde tiempo atrás, pero en un nuevo contexto el título obtuvo un nuevo significado. En palabras de Daniel Gutiérrez: "El título se refiere a que somos masas de gente que no necesariamente tenemos una claridad sobre a dónde vamos y al mismo tiempo tenemos un gran potencial y está demostrado, al estar súper conectados tenemos poder sobre la información. [...] Comienza a ser difícil distinguir la verdad de la mentira, en cuanto a que todos creen tener una verdad en lo que dicen, reflexionamos en cuanta verdad puede haber en cada mensaje. Eso es lo que nos hace sentirnos como borregos en la niebla."
El álbum también atravesó problemas con su producción, debido a que Daniel Gutiérrez tuvo problemas con el reflujo en 2018 durante la grabación de las 6 canciones restantes. El cambio en su voz no sería perceptible en el álbum, pero se notaría en su siguiente producción: 1021 (álbum).

## Sencillos
El primer sencillo lanzado fue Cisne Negro el 21 de abril de 2017 y posteriormente se lanzó el primer EP.
Para la segunda parte del álbum hubo 3 colaboraciones. La primera de ellas fue una nueva versión de la canción homónima con participación de Dr. Shenka, vocalista de Panteón Rococó, aunque no fue incluida en el álbum final. El siguiente sencillo sería Amantes Modernos, con la participación de Sandra Corcuera en la voz. La última colaboración fue Pasiflorine, acompañada por Daniela Spalla, canción que no fue un sencillo pero ganó mucha popularidad por el sentimiento de tristeza que genera, sumado a que aborda la problemática de la violencia de género.
Como curiosidad, Pasiflorine tiene otra versión que no se incluyó en el álbum, en la que la vocalista invitada es Madame Récamier. También es importante mencionar que es ella la invitada recurrente a cantar la canción en los conciertos de La Gusana Ciega.

## Canciones
La primera parte del álbum contaría con las siguientes 5 canciones:
| Borregos En La Niebla I |                           |          |  |
| N.º                     | Título                    | Duración |  |
| 1.                      | «1987»                    | 04:04    |  |
| 2.                      | «Cisne Negro»             | 04:30    |  |
| 3.                      | «Ejército De Hormigas»    | 04:32    |  |
| 4.                      | «Hambre y Sed»            | 05:19    |  |
| 5.                      | «Borregos En La Niebla I» | 03:30    |  |
| 21:56                   |                           |          |  |

Por otra parte, la segunda parte incluiría las siguientes canciones:
| Borregos En La Niebla II |                            |          |  |
| N.º                      | Título                     | Duración |  |
| 6.                       | «Amantes Modernos»         | 03:40    |  |
| 7.                       | «Rock And Roll»            | 04:05    |  |
| 8.                       | «Pasiflorine»              | 04:09    |  |
| 9.                       | «Un Poquito Más»           | 04:45    |  |
| 10.                      | «La Distancia»             | 04:02    |  |
| 11.                      | «Borregos En La Niebla II» | 04:19    |  |
| 25:04                    |                            |          |  |

Dando como resultado el siguiente orden:
| Borregos En La Niebla |                            |          |  |
| N.º                   | Título                     | Duración |  |
| 1.                    | «1987»                     | 04:04    |  |
| 2.                    | «Cisne Negro»              | 04:30    |  |
| 3.                    | «Ejército De Hormigas»     | 04:32    |  |
| 4.                    | «Hambre y Sed»             | 05:19    |  |
| 5.                    | «Borregos En La Niebla I»  | 03:30    |  |
| 6.                    | «Amantes Modernos»         | 03:40    |  |
| 7.                    | «Rock And Roll»            | 04:05    |  |
| 8.                    | «Pasiflorine»              | 04:09    |  |
| 9.                    | «Un Poquito Más»           | 04:45    |  |
| 10.                   | «La Distancia»             | 04:02    |  |
| 11.                   | «Borregos En La Niebla II» | 04:19    |  |
| 47:00                 |                            |          |  |

Sin embargo, la edición de CD y Vinyl tendrían un radical en el orden de las canciones:
| Borregos En La Niebla |                            |          |  |
| N.º                   | Título                     | Duración |  |
| 1.                    | «Rock And Roll»            | 04:05    |  |
| 2.                    | «1987»                     | 04:04    |  |
| 3.                    | «Cisne Negro»              | 04:30    |  |
| 4.                    | «Ejército De Hormigas»     | 04:32    |  |
| 5.                    | «Un Poquito Más»           | 04:45    |  |
| 6.                    | «Amantes Modernos»         | 03:40    |  |
| 7.                    | «Borregos En La Niebla I»  | 03:30    |  |
| 8.                    | «Hambre y Sed»             | 05:19    |  |
| 9.                    | «Pasiflorine»              | 04:09    |  |
| 10.                   | «La Distancia»             | 04:02    |  |
| 11.                   | «Borregos En La Niebla II» | 04:19    |  |
| 47:00                 |                            |          |  |

## Créditos EP 1
Daniel Gutiérrez: Voz, guitarra
Germán Arroyo: Batería, programaciones, percusiones, coros
Luis Ernesto "Lu" Martínez: Bajo, sax, teclados, coros
Roger Dávila, Luis Yáñez: Guitarras adicionales
Producción, grabación y mezcla: Howard Redekopp
Masterización: Brock McFarlane
Portada: Michael Ditter y Eli del Olmo

## Créditos EP 2
Daniel Gutiérrez: Voz, guitarra, teclados
Germán Arroyo: Batería, programaciones, percusiones
Luis Ernesto "Lu" Martínez: Bajo, sax, teclados, coros
Roger Dávila, Luis Yáñez: Guitarras adicionales
Producción, mezcla y masterización: Howard Redekopp
Ingeniero de edición: Eduardo Bogard
Asistente de edición y mezcla: Stefan Nowarre
Asistentes de grabación: Eduardo Bogard, "Rulo" Navarro, Luis Zárate Lara, Alan García
Masterización (para CD): Luis Ernesto "Lu" Martínez